# Журналистский перевод
Журналистский перевод — это вид перевода, использующийся, в основном, в газетах. Он представляет собой относительно новую область исследований в переводоведении. Первые исследования об этом виде перевода были проведены в середине 2000-х годов, но сами переводы начали появляться в газетах ещё в 17 веке.

## Контекст
Первые новостные тексты распространялись в рукописной форме, так что лишь небольшое количество этих ранних текстов сохранилось до наших дней.[3] Первые ‘газеты’ были названы avvisi, словом итальянского происхождения.[1] Перевод был и остается неотъемлемой частью журналистики, для того чтобы общественность была осведомлена о важных событиях, происходящих в мире . Например, во время Первой и Второй мировых войн журналистский перевод был способом информирования людей о сражениях, происходящих в Европе и на Ближнем Востоке.

## Журналистский перевод в Англии XVII века о войне
Когда в Англии появились первые газеты, это были переводы с латинского, немецкого и французского языков. Газета Corante, которая также являлась переводом текстов, опубликованных в других частях Европы, имитировала голландскую модель, поскольку публиковались они в основном в Амстердаме, Алкмаре и Гааге. Говорят, что это первая газета, напечатанная в Англии.

### The London Gazette
В конце 17-го века The London Gazette публиковала новости о войнах в Испании, а также о браке королевы Испании. [5] Например, в 1693 году в Gazette было опубликовано сообщение о битве при Ландене во Фландрии, где описывалась трагическая гибель людей во время войны.[5]
В 1698 и 1699 годах The London Gazette сообщала о Папистах; (разногласия между Королем и Папой в 1698 году и назначение Великого инквизитора в Испании в 1699 году).

### The Swedish Intelligencer
Ещё одним примером журналистского перевода стала газета The Swedish Intelligence, созданная Уильямом Уоттсом. В этой газете, которая издавалась в Лондоне в 1632—1633 годах, есть ссылки на источники её переводов. Например, репортер открыто признавал свои источники, которые в основном были голландского происхождения. Для того, чтобы снизить производственные издержки, у текстов было мало редакторов.

### Другие примеры
Некоторые из переводчиков континентальных брошюр были религиозными беженцами, прибывшими главным образом из Франции. Переводчиками выступали французские гугеноты, бежавшие от преследований.
11 марта 1702 года вышел первый выпуск ежедневного издания The Daily Courant, который состоял исключительно из переводов одной французской газеты наряду с двумя голландскими. Смысл текстов был четко обозначен как антикатолический.